# Vjačeslav Podberëzkin
Vjačeslav Michajlovič Podberëzkin (in russo Вячеслав Михайлович Подберёзкин?; Mosca, 21 giugno 1992) è un calciatore russo, centrocampista del Krasnoe Znamja.

## Caratteristiche tecniche
È un trequartista.

## Carriera
È cresciuto nelle giovanili del CSKA Mosca.
Ha esordito il 22 aprile 2012 con la maglia della Lokomotiv Mosca in un match pareggiato 0-0 contro il Rubin.

## Statistiche

### Presenze e reti nei club
Statistiche aggiornate al 22 luglio 2020.
| Stagione               | Squadra                | Campionato             | Campionato | Campionato | Coppe nazionali | Coppe nazionali | Coppe nazionali | Coppe continentali | Coppe continentali | Coppe continentali | Altre coppe | Altre coppe | Altre coppe | Totale | Totale | Totale |
| Stagione               | Squadra                | Comp                   | Pres       | Reti       | Comp            | Pres            | Reti            | Comp               | Pres               | Reti               | Comp        | Pres        | Reti        | Pres   | Reti   |        |
| ---------------------- | ---------------------- | ---------------------- | ---------- | ---------- | --------------- | --------------- | --------------- | ------------------ | ------------------ | ------------------ | ----------- | ----------- | ----------- | ------ | ------ | ------ |
| 2011-2012              | Lokomotiv Mosca        | PL                     | 1          | 0          | CR              | 0               | 0               | UEL                | 0                  | 0                  |             | -           | -           | 1      | 0      |        |
| 2012-2013              | Lokomotiv Mosca        | PL                     | 1          | 0          | CR              | 1               | 0               |                    | -                  | -                  |             | -           | -           | 2      | 0      |        |
| Totale Lokomotiv Mosca | Totale Lokomotiv Mosca | Totale Lokomotiv Mosca | 2          | 0          |                 | 1               | 0               |                    | 0                  | 0                  |             | -           | -           | 3      | 0      |        |
| 2013-gen. 2014         | Lokomotiv-2 Mosca      | PPF                    | 16         | 0          | CR              | 1               | 0               |                    | -                  | -                  |             | -           | -           | 17     | 0      |        |
| gen.-giu. 2014         | Chimki                 | PPF                    | 9          | 2          | CR              | 0               | 0               |                    | -                  | -                  |             | -           | -           | 9      | 2      |        |
| 2014-2015              | Ural                   | PL                     | 20         | 0          | CR              | 0               | 0               |                    | -                  | -                  |             | -           | -           | 20     | 0      |        |
| 2015-gen. 2016         | Ural                   | PL                     | 13         | 2          | CR              | 1               | 1               |                    | -                  | -                  |             | -           | -           | 14     | 3      |        |
| Totale Ural            | Totale Ural            | Totale Ural            | 33         | 2          |                 | 1               | 1               |                    | -                  | -                  |             | -           | -           | 34     | 3      |        |
| gen.-giu. 2016         | Krasnodar              | PL                     | 8          | 1          | CR              | 0               | 0               | UEL                | 0                  | 0                  |             | -           | -           | 8      | 1      |        |
| 2016-2017              | Krasnodar              | PL                     | 14         | 0          | CR              | 2               | 0               | UEL                | 9                  | 0                  |             | -           | -           | 25     | 0      |        |
| 2017-gen. 2018         | Krasnodar              | PL                     | 10         | 0          | CR              | 1               | 0               |                    | -                  | -                  |             | -           | -           | 11     | 0      |        |
| Totale Krasnodar       | Totale Krasnodar       | Totale Krasnodar       | 32         | 1          |                 | 3               | 0               |                    | 9                  | 0                  |             | -           | -           | 44     | 1      |        |
| gen.-giu. 2018         | Rubin                  | PL                     | 7          | 1          | CR              | 0               | 0               |                    | -                  | -                  |             | -           | -           | 7      | 1      |        |
| 2018-2019              | Rubin                  | PL                     | 21         | 1          | CR              | 3               | 0               |                    | -                  | -                  |             | -           | -           | 24     | 1      |        |
| 2019-2020              | Rubin                  | PL                     | 21         | 0          | CR              | 1               | 0               |                    | -                  | -                  |             | -           | -           | 22     | 0      |        |
| Totale Rubin           | Totale Rubin           | Totale Rubin           | 49         | 2          |                 | 4               | 0               |                    | -                  | -                  |             | -           | -           | 53     | 2      |        |
| Totale carriera        | Totale carriera        | Totale carriera        | 141        | 7          |                 | 10              | 1               |                    | 9                  | 0                  |             | -           | -           | 160    | 8      |        |